# Kynast (Radebeul)
Das ehemalige Weingut Kynast mit Weinbergsbesitz, Herrenhaus und Park sowie ehemals der „Gartenpresse“ liegt auf Zitzschewiger Flur im sächsischen Radebeul, im Kynastweg 26. Die Spitze des Kynasts liegt auf einer Höhe von 202,6 m ü. NN. Der Weinberg, dessen Name auf ein Dresdner Ratsgeschlecht zurückgeht, wurde 1407 zum ersten Mal urkundlich erwähnt. Der Kynast liegt im Denkmalschutzgebiet Historische Weinberglandschaft Radebeul, die Freiflächen des fünf Hektar großen Anwesens gelten als Werk der Landschafts- und Gartengestaltung.

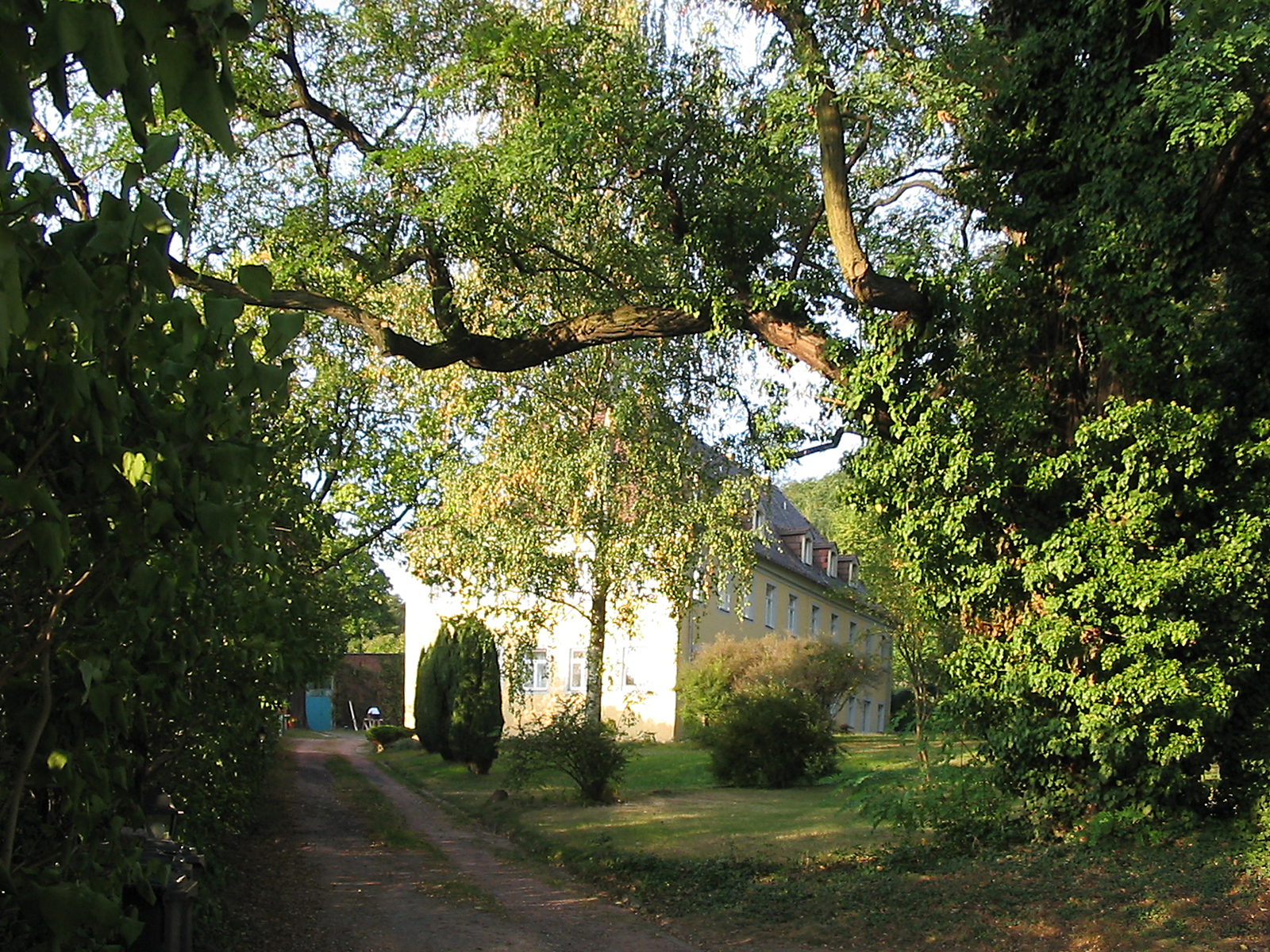
Kynast, Herrenhaus

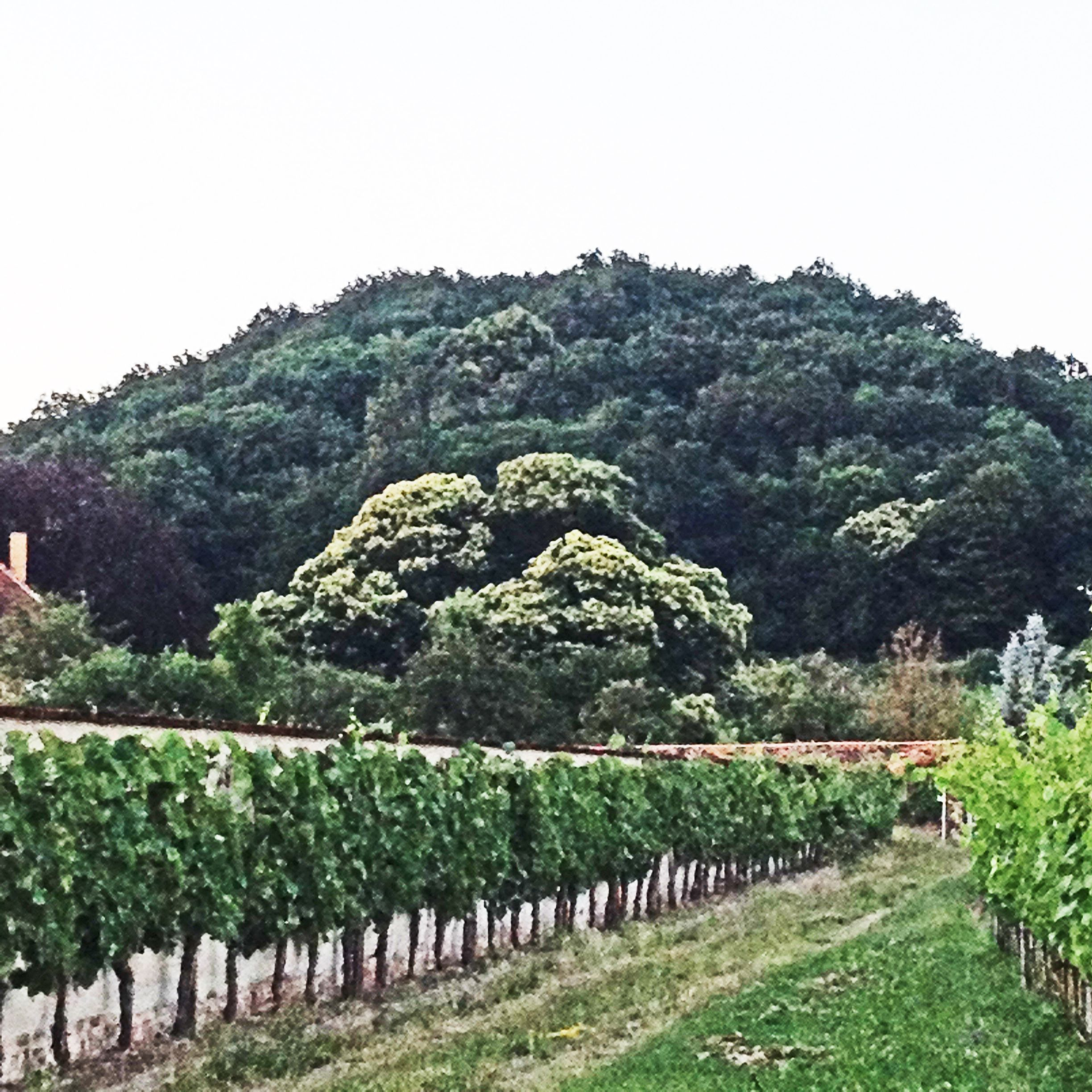
Naturdenkmal Esskastanie am Haus Kynast, links eine Außenmauer der Talutanlage auf dem Krapenberg

Eine Esskastanie wird als Naturdenkmal Esskastanie am Haus Kynast in Radebeul-Zitzschewig  (MEI 067) zu den Radebeuler Naturdenkmalen gezählt.
Gleich unterhalb der Grünflächen des Kynasts schließen sich die Weingärten der Krapenburg an. Nach Nordwesten folgen in der historischen Weinberglandschaft das Haus Baurick und die ebenfalls als Werk der Landschafts- und Gartengestaltung geschützten Flächen der ehemaligen Weingutsanlage Paulsberg.

## Beschreibung

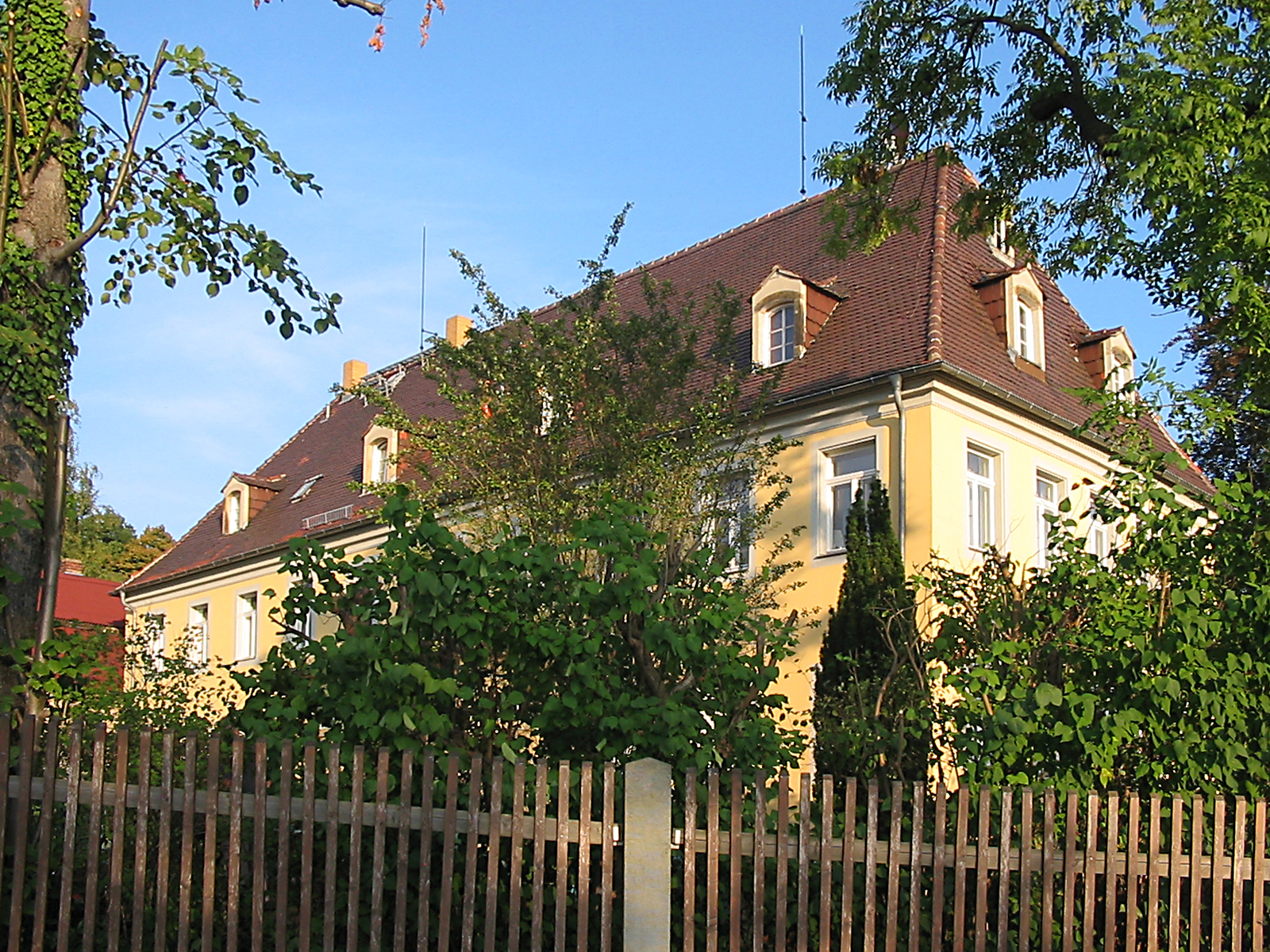
Kynast: Herrenhaus, links dahinter das Badehaus

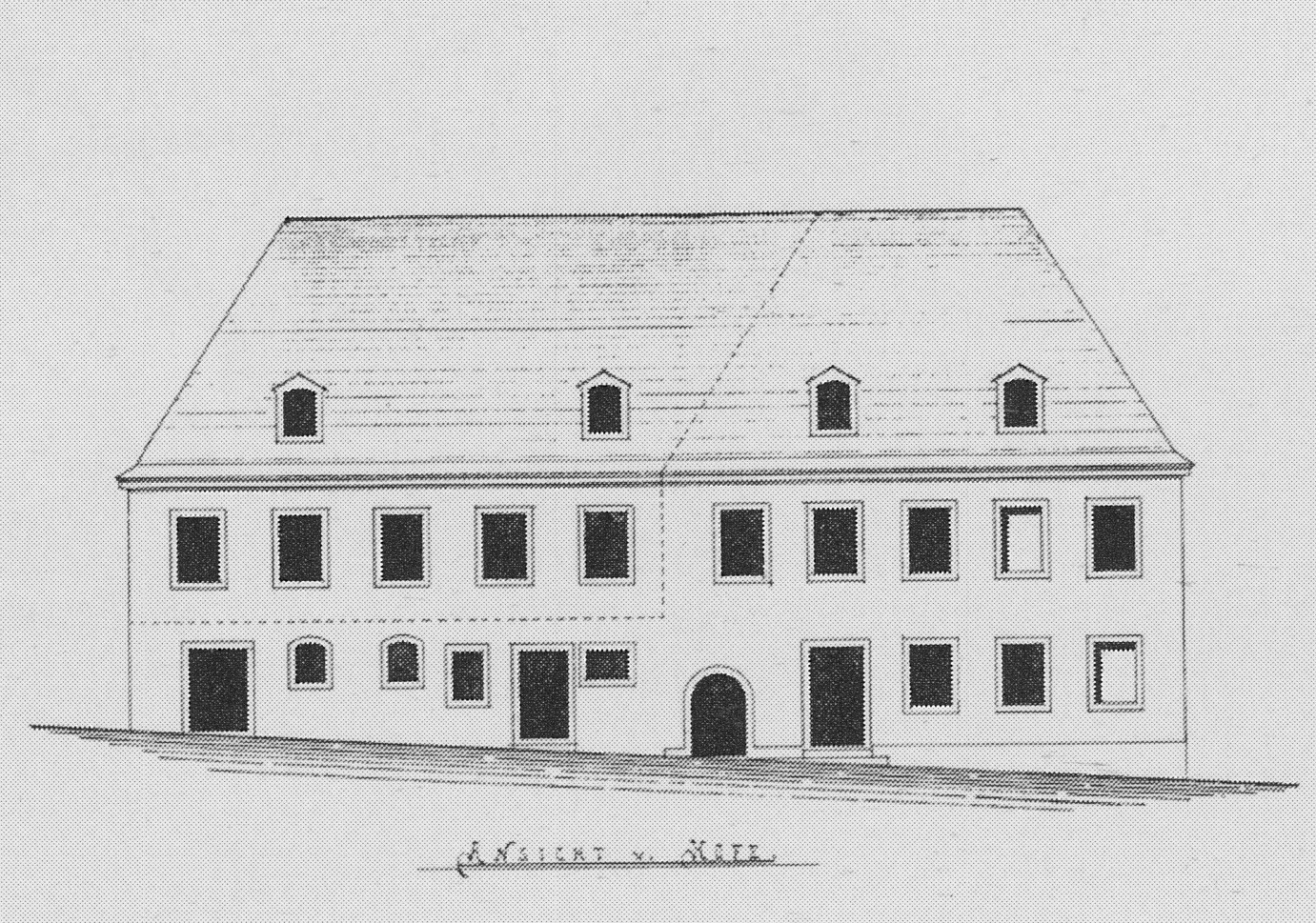
Haus Kynast. Bauzeichnung 1888 von F. A. Bernhard Große anlässlich der Aufstockung des eingeschossigen Anbaus

Das Anwesen besteht aus diversen Baulichkeiten, die heute unter Denkmalschutz stehen und insgesamt als „Zeugnis für den jahrhundertealten Weinbau in der Lößnitz [gelten], baugeschichtlich und ortsgeschichtlich von Bedeutung“. Zu nennen sind Herrenhaus, Turmhaus, Gärtnerhaus, Torhaus, barocker Brunnen bzw. Badehaus, die Portalanlage der Grundstückseinfahrt, Park mit Wasserbassin und Sonnenuhr, terrassierte Stützmauern des zugehörigen Weinbergs, eine Grotte und wassertechnische Anlagen im Norden. Der Denkmalschutz bestand zu DDR-Zeiten schon seit mindestens 1973, das Herrenhaus und das Turmhaus wurden jedoch bereits 1904 in Gurlitts Kunstdenkmälern von Dresdens Umgebung aufgeführt.

### Herrenhaus
Das 1746 errichtete, massive Herrenhaus (Haus Kynast) war ursprünglich ein fünf zu fünf Fensterachsen großes Gebäude mit zwei Geschossen und großem Weinkeller, an das sich ein eingeschossiger Wirtschaftsbau anschloss. 1888 wurde dieser nach einem Bauantrag von Clementine Roßberg durch den Kötzschenbrodaer Baumeister F. A. Bernhard Große aufgestockt, sodass das Herrenhaus heute eine Länge von 10 Achsen erreicht, von denen manche als Blindfenster dargestellt sind. Obenauf befindet sich ein hohes Walmdach mit Giebelgauben. Auf der Hofseite steht ein eingeschossiger Eingangsvorbau, seit 1935 massiv, ursprünglich aus Holz. Der schlichte Putzbau, der etwas zurückgesetzt giebelständig zur Straße steht, trägt zahlreiche Weinspaliere, die Fenster sind durch Gewände aus Sandstein und zum Hof durch Klappläden eingefasst. Um 1900 wurden die Innenräume des Herrenhauses im altdeutschen Stil umgestaltet. Vor dem Herrenhaus steht auf einem Sandsteinpostament eine Sonnenuhr aus dem 18. Jahrhundert.

### Turmhaus
Das nach 1750 wohl als Lust- und Gartenhaus errichtete Turmhaus steht traufständig an der Straße. Es hat eine Länge von drei Fensterachsen, ist zweigeschossig und hat ein Mansarddach. Mittig auf diesem steht der um 1800 für den Postmeister Blüher aufgesetzte, namensgebende Turm mit offener Laterne und geschweifter Haube mit Spitze und Knauf. Unter dem Turm zur Straße befindet sich im Dach ein Zwerchhaus mit gesprengtem Dreiecksgiebel, auf beiden Seiten davon Giebel mit Koppelfenstern. Der um 1899 vermutlich durch den Baumeister Bernhard Große für den Besitzer Heino Kretzschmar umgebaute Putzbau hat ebenfalls Sandsteingewände um die Fenster, die im Erdgeschoss stichbogig ausgebildet sind. Gurlitt beschreibt den Dachreiter als „ein hübscher Dachreiter in den Formen etwa von 1760“, während Donath „Anklänge des Zopfstils [erkennt], was eine Datierung ins frühe 19. Jahrhundert nahe legt.“ Das frühe 19. Jahrhundert passt zu unserer derzeitigen Einordnung Blühers, während der Zopfstil (1760–1790) noch ans Ende des 18. Jahrhunderts verweist.

### Gärtnerhaus
Das 1845 statt eines Stalls errichtete Gärtnerhaus mit Weinkeller schließt an das Turmhaus an. Es ist fünf zu zwei Fensterachsen groß, zweigeschossig und hat ein Satteldach. Der Putzbau wird durch Gesimse und gefugte Ecklisenen gegliedert.

### Torhaus
Daran anschließend steht das in der ersten Hälfte des 19. Jahrhunderts errichtete, eingeschossige Torhaus. Das Gebäude ist aus Fachwerk, es knickt aus der Flucht im stumpfen Winkel ab und hat eine Durchfahrt zum Kynastweg; über der Durchfahrt steht ein Dreiecksgiebel.

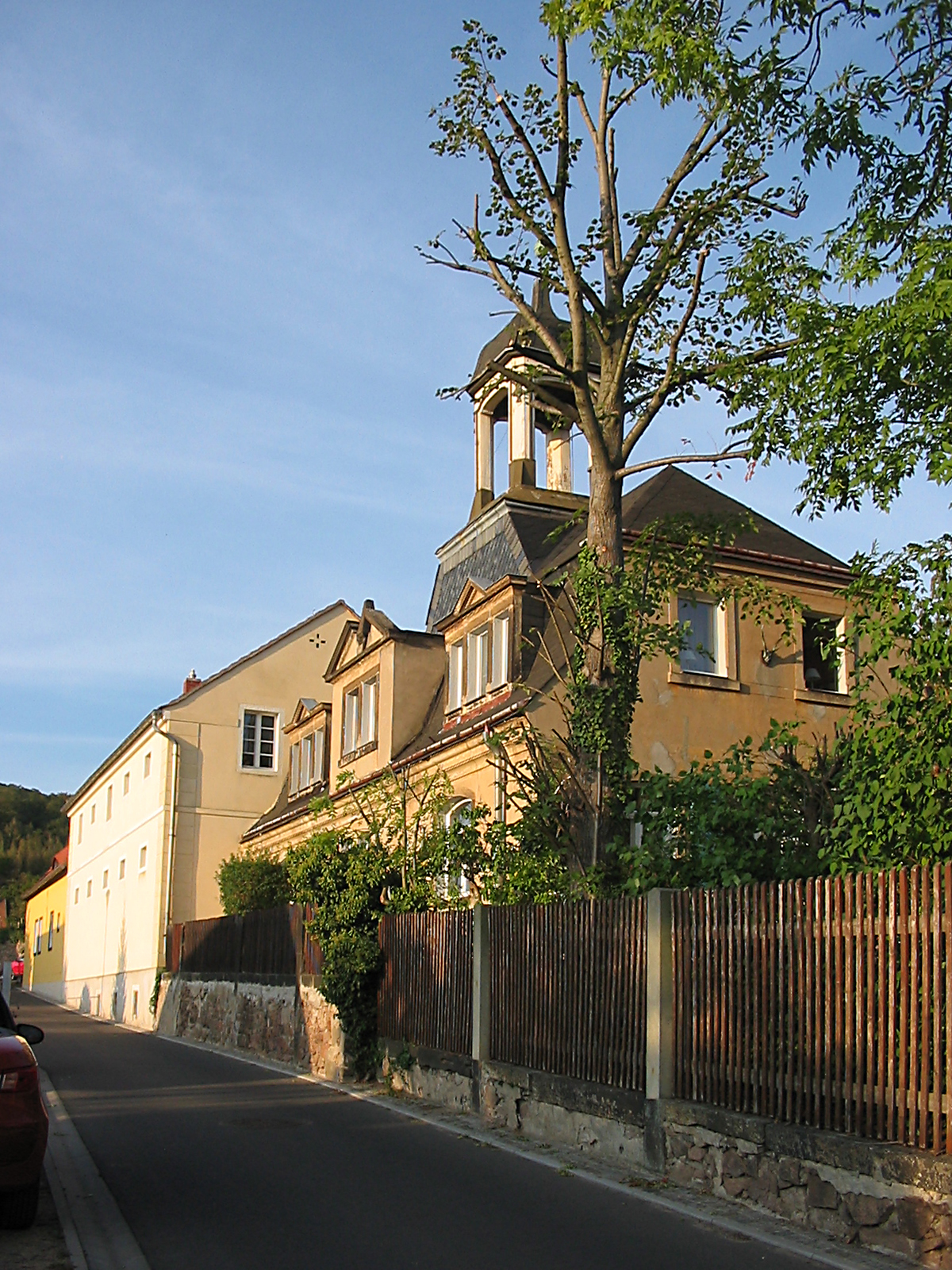
Turmhaus, Gärtnerhaus, Torhaus (von re.)
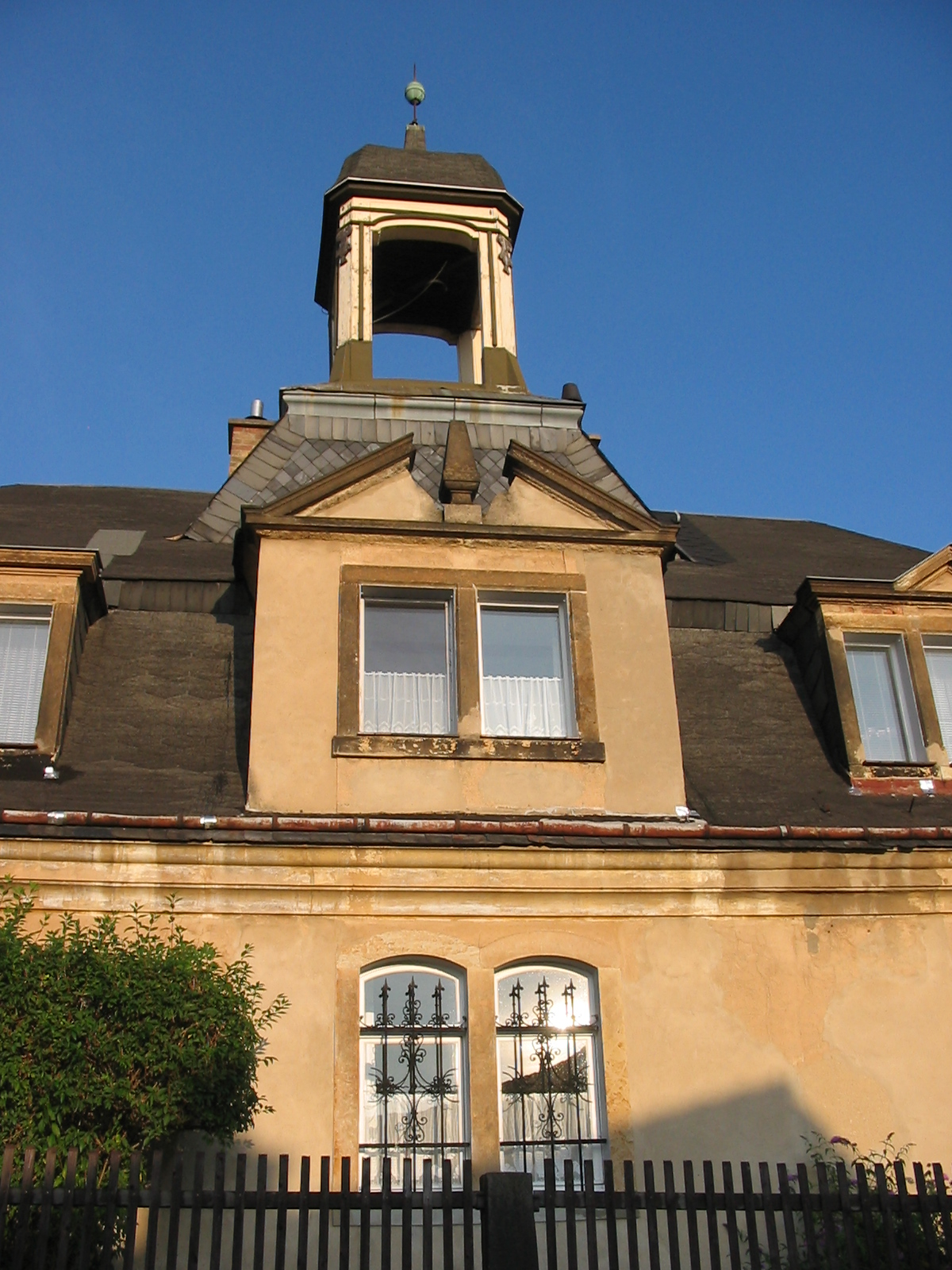
Turmhaus
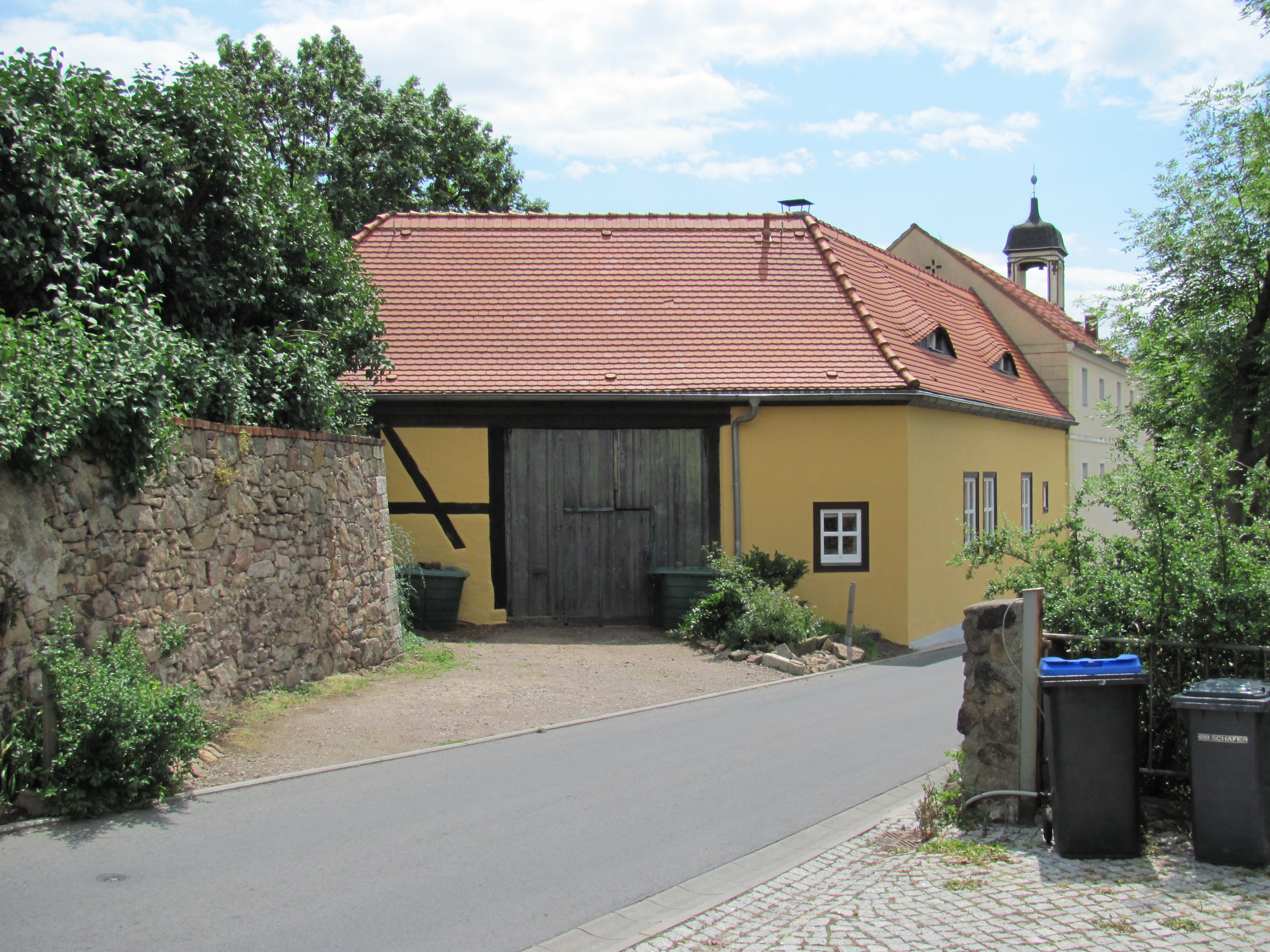
Torhaus, Gärtnerhaus, Turm des Turmhauses (von li.)

### Badehaus
Das um 1750 errichtete Badehaus ist ein kleiner, verputzter Bruchsteinbau mit Mansarddach neben der Rückseite des Haupthauses. Es diente zum Sammeln des mittels einer Wasserleitung herangeführten Wassers.

### Parkanlage und Weinberg

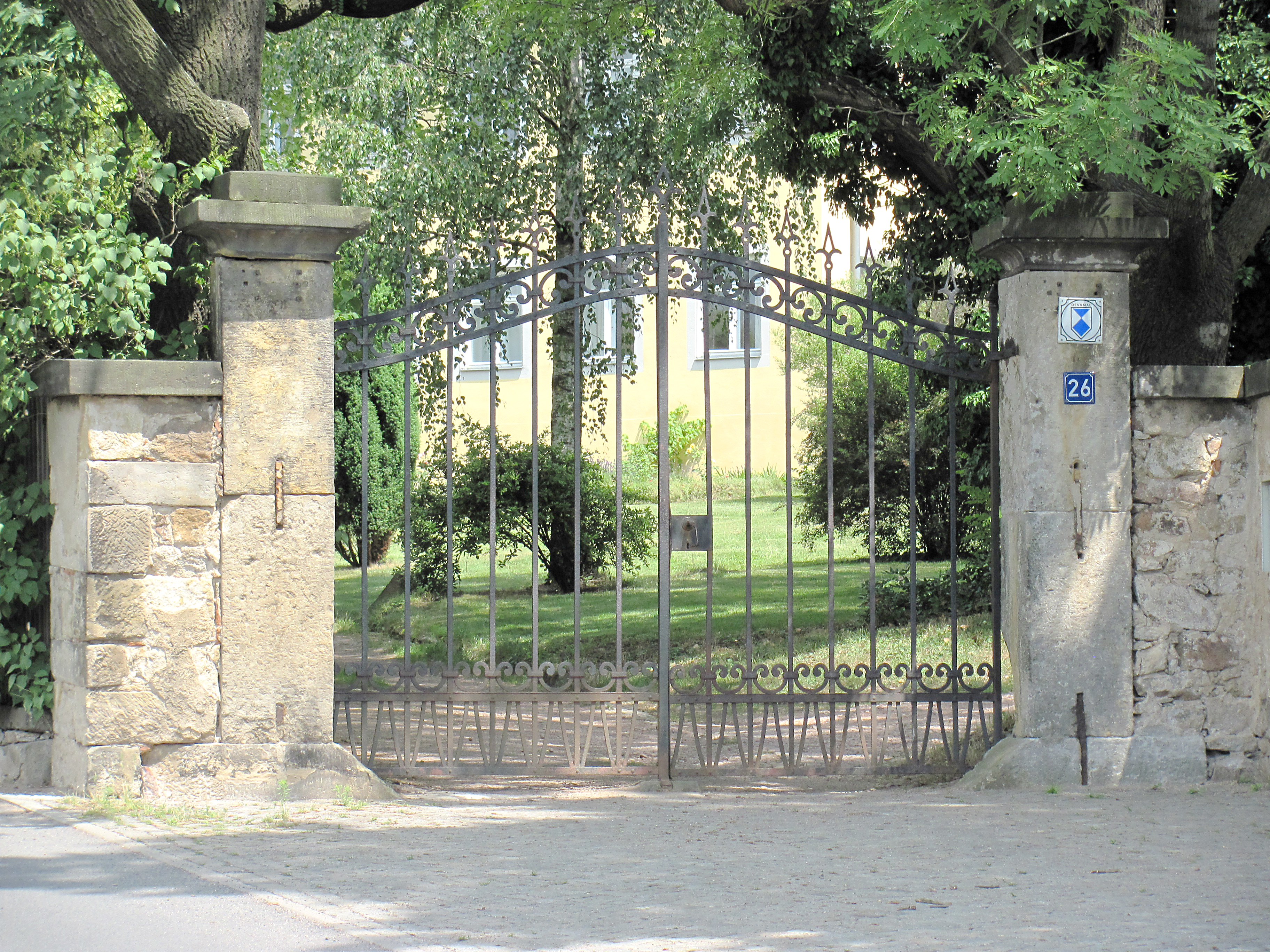
Eingangsportal zum Kynast

Im oberen Teil des Anwesens wurde in den 1990er Jahren ein Teil als Weinbergsterrasse wieder aufgerebt, der Rest ist noch verwaldet. Dort oben befindet sich eine muschelförmige Grotte, die um 1750 angelegt wurde. Sie ist eine aus Bruchsteinen errichtete Halbkuppel, die innen glatt geputzt ist. Im unteren Teil des Anwesens am Herrenhaus, im parkartigen Garten mit stattlichen Esskastanienbäumen, steht ein halbrundes Sandsteinbecken.
Die Portalanlage der Grundstückseinfahrt besteht aus zwei Sandsteinpfeilern mit einem zweiteiligen, schmiedeeisernen Gitter.

## Geschichte
Der einst schriftsässige Weinbergsbesitz Kynast, dessen Name auf ein Dresdner Ratsgeschlecht zurückgeht, wurde 1407 zum ersten Mal urkundlich erwähnt, zur Zeit des Dresdner Ratsherrn und Bürgermeisters Mertin Kynast. Im Erbzinsregister von 1547 lautet die Eintragung auf „der Kynast im hohen Gebirge in der Flur Zitzschewig auf dem ein Preßhaus steht“. Der seinerzeitige Eigentümer war Jacob Knebel zu Budissin. Knebel verkaufte den Weinberg nebst der „Gartenpresse“ an den Rat zu Budissin, der ihn dem Stadtrichter Hieronymus Bergkmann und dem Kämmerer Adam Ruprecht zum Lehn überließ, bis sich ein Käufer finde. Dieser fand sich 1578 mit dem Dresdner Amtsschösser Andreas Kynast, einem weiteren Mitglied der Amtsfamilie Kynast.
In der Folge bekam 1638 die Witwe des Oberwachtmeisters Gabriel Hölzmüller zu Wittenberg das Eigentum übertragen. Wenig später verkaufte sie den nur mit einem Zaun eingefriedeten Weinberg für 300 Taler an den Geheimen Kammersekretär und späteren Berg- und Hofrat Gabriel Voigt, der 1674 am Ort des heutigen Herrenhauses ein einfaches Gebäude errichten ließ. 1687 verkauften dessen Töchter den Besitz für 3000 Gulden (2/3 eines Talers) an Anna Rosine Vollbrecht. Zum Anwesen gehörten inzwischen neben dem Weinberg eine halbe Hufe Land und Wohn- und andere Gebäude mit Inventar und Vieh sowie ein Fischrechtsanteil in der Lache.
Noch im gleichen Jahr erhielt Christiane Eleonore geb. Bose als Testamentserbin den Kynast, die mit dem Obristen Philipp Wilhelm von Bomsdorff verheiratet war. Zwischen 1687 und 1821 (oder mindestens bis 1782) gehörte das Weingut der Familie von Bomsdorff, die die heutige barocke Weingutsanlage schuf. Sie weitete den Besitz aus und errichtete über einem großen Weinkeller das im einfachen Barockstil gehaltene Herrenhaus mit hohem Walmdach. Um 1700 entstand das Fachwerk-Winzerhaus mit Scheune. Das heute die Anlage dominierende Turmhaus entstand im späten 18. Jahrhundert, erst noch ohne Turm.
Im frühen 19. Jahrhundert war das Weingut ein Treffpunkt des Dresdner Liederkreises, zu dem auch Carl Maria von Weber gehörte.
Anfang des 19. Jahrhunderts erhielt das Turmhaus von seinem Eigentümer, Postmeister August Blüher aus Tharandt, den überdimensioniert wirkenden Dachreiter.
Zu den weiteren Besitzern jener Zeit gehörte zwischen 1831 und 1839 der Schriftsteller August von Witzleben.
Im Jahr 1845 entstand anstelle eines Stalls das Gärtnerhaus mit Weinkeller. Um 1850 gehörte die „reizende Weinbergs-Villa Kynast […] mit prunkendem Thurmgebäude“ einem Wilhelm Kämpffe.
Nachdem der Kynast herrenlos geworden war, übernahm ihn der sächsische Staat.
Von diesem erwarb 1887 Franz Gottlob Roßberg das Anwesen, und ab 1888 lebte die Familie des Dresdner Fabrikbesitzers Wilhelm Kretzschmar auf dem Kynast. Dieser ließ den Turmknauf auf das Turmhaus setzen, samt dort verwahrter Familiendokumente; zudem wurde das Herrenhaus vergrößert. Um 1899 ließ sich der Unternehmer und Politiker Heino Kretzschmar (Wilhelm Heino Kretzschmar) das Turmhaus vermutlich durch den Baumeister F. A. Bernhard Große umbauen.

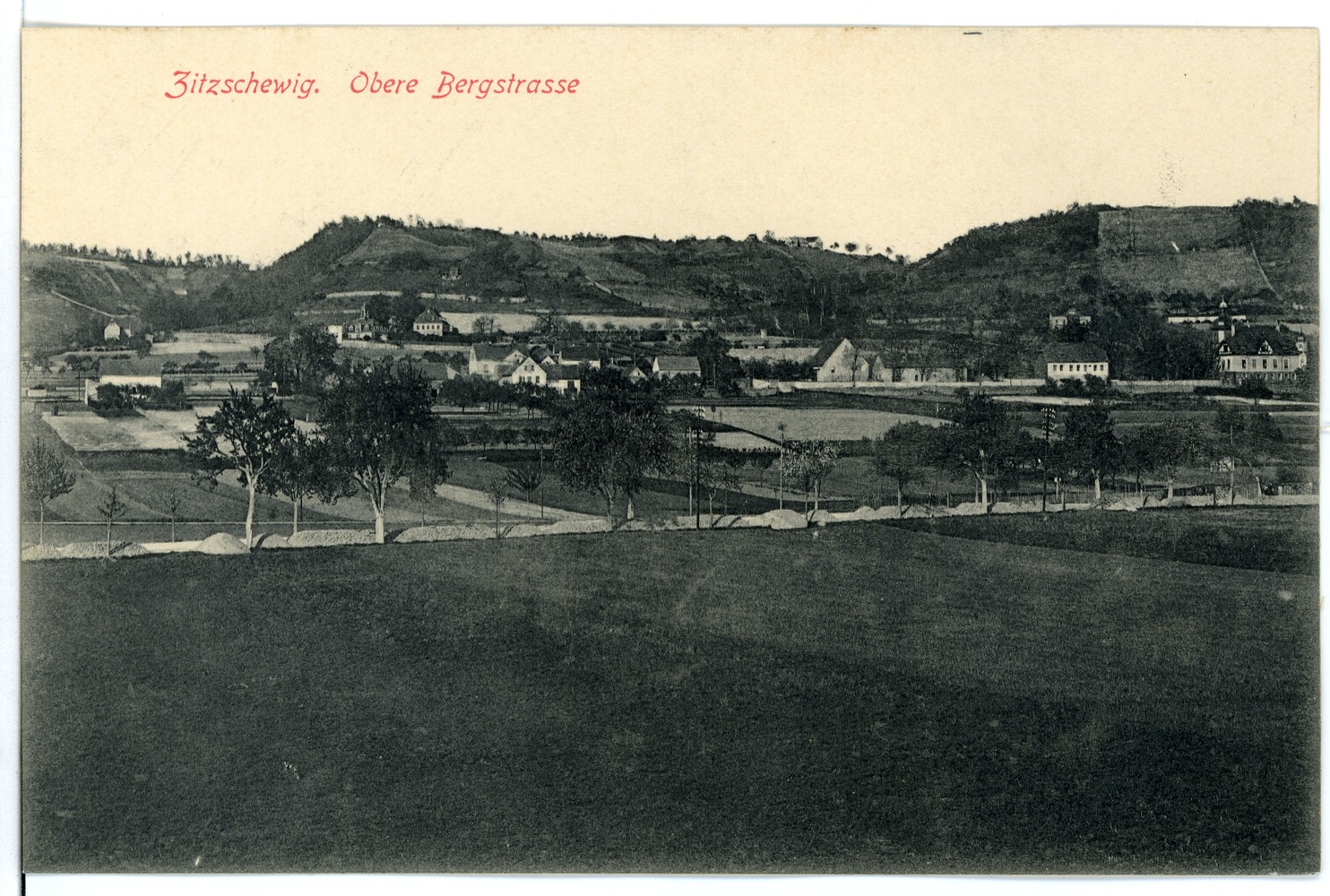
Der Kynast befindet sich unter dem Wort „Obere“ (1913)

1920 gehörte der Kynast der Generalswitwe Else von Horn.
Ab 1921 (1920) war der Geheime Bergrat Ewald Hilger im Besitz von Kynast. An ihn erinnert eine eiserne „Grußkarte“ aus dem Jahr 1934 zum 75. Geburtstag, die ihm die Gutehoffnungshütte übersandte. Hilger vermachte das Anwesen seiner Tochter, die es wiederum ihrer Tochter vermachte. Auch als diese aus persönlichen Gründen mit ihren Kindern 1957 nach Westdeutschland übersiedelte, wurde der Kynast nicht enteignet.
Zur Zeit der DDR befand sich im Herrenhaus die Landesparteischule der LDPD. Zu den Bewohnern des Anwesens gehörten der Politiker und Publizist Hans Marschall und dessen Ehefrau, die Lyrikerin Maria Marschall-Solbrig.
Im Jahr 1990 erhielten Hilgers Urenkel den Familienbesitz zurück. Das Herrenhaus sowie das Gärtnerhaus wurden seit den 1990er Jahren saniert, das Turmhaus 2021. Das hinter dem Herrenhaus liegende kleine Badehaus wurde 2022 zu einem Familienferienhaus umgenutzt. Das Herrenhaus wird seit 2004 wieder durch Nachfahren Hilgers bewohnt.
Die zugehörigen Weinberge sind heute an das Staatsweingut Schloss Wackerbarth verpachtet.